# الإتقان (كتاب)
الإتقان (بالإنجليزية: Mastery)‏‏ هو كتاب ألفه الكاتب الأمريكي روبرت غرين حول طرق الإحتراف في أي مجال والتمكن من المهارات والهيمنة الكاملة في أي عمل أو مجال. الكتاب نشر عام 2012 ويعتبر جزءًا من سلسلة كتب غرين التي تركز على استراتيجيات القوة، وهي مجموعة من الكتب التي تركز على مواضيع النجاح والتفوق في مختلف مجالات الحياة.

## نظرة عامة
الكتاب يتناول مفهوم الإتقان وكيفية الوصول إليه. وأن الإتقان هو مهارة يمكن لأغلب البشر الوصول إليها ولا يقتصر ذلك على أصحاب المواهب الطبيعية. ثم يقوم الكاتب بدراسة تجارب وأعمال مجموعة من الشخصيات التاريخية والمعاصرة التي عُرفت بالبراعة والإتقان في مجالاتها المختلفة مثل ليوناردو دا فينشي، وبنجامين فرانكلين وتشارلز داروين وألبرت أينشتاين وموزارت وغيرهم.

## محتوى الكتاب
يتناول الكتاب مسألة إتقان المهارات وبلوغ مستوى التميز استنادًا إلى أبحاث في علوم الأعصاب وسير شخصيات تاريخية ناجحة، يخلص الكاتب بعدها إلى أن الإتقان يمكن أن يتحقق عبر ثلاث مراحل:
- التلمذة : في هذه المرحلة يتعلم الشخص أساسيات ومبادئ مجال معين.

- المرحلة الإبداعية الفعالة : مع الممارسة والانخراط في العمل يتعمق فهم المجال ويجرب الشخص أساليبه الخاصة.

- بلوغ الإتقان : في هذه المرحلة يصل الشخص لمستويات عالية من التركيز والخبرة ويتمكن من المجال بشكل كامل. ويستغرق ذلك - بحسب المؤلف - عشرة آلاف ساعة عادة.[5]

ثم يؤكد الكتاب ضرورة فهم النفس والتعمق في النظر إلى الداخل لمعرفة الميول الشخصية منذ أيام الطفولة , بعد ذلك يمكن للشخص فهم مساره المهني الذي يتماشى مع تلك الميول. ومن النقاط الرئيسية التي يشدد عليها المؤلف هي التعلم من المرشد ويعتبر وجوده ضروريًا للتطور وبلوغ مرحلة الإتقان. وفي الختام يدعو الكتاب إلى الاستمرار في التعلم حتى بعد تحقيق النجاح والحفاظ على العقل مرنًا ومنفتحًا على الأفكار الجديدة.